# 巴拉斯蘭 (澳大利亞國會選區)
巴拉斯蘭選區（英語：Division of Blaxland），是澳大利亞新南威爾士州的下議院選區，位於悉尼西郊。面積62平方公里。
選區始於1949年。選區名紀念穿越藍山的三名探險家之一格雷戈里·巴拉斯蘭。一直是工黨的優勢選區。其中1969年至1996年的议员是保羅·基廷，他在1991年至1996年任总理。2007年起當區議員為賈森·克萊爾。